# David Blair (rugbista)
David William Blair (Edimburgo, 14 luglio 1985) è un ex rugbista a 15 che rappresentò la Scozia a livello di nazionale A e militò da professionista nel ruolo di utility back in Sale Sharks ed Edimburgo; dopo il prematuro ritiro a 25 anni è divenuto insegnante e allenatore giovanile.

## Biografia
Proveniente dalle giovanili dell'Edimburgo, fu prelevato a 17 anni dagli inglesi del Sale Sharks, formazione con la quale nel 2004, a 19 anni, debuttò in Premiership contro Leicester.
Giovane promessa del rugby scozzese, fece le prime apparizioni nell'Under-21 del suo Paese nell'anno di esordio in Premiership e progredì fino a diventare il miglior marcatore della selezione, sia pur in competizione nel ruolo con altri giocatori di primo piano, uno per tutti Greig Laidlaw.
Un infortunio a Sale (una ginocchiata nella schiena contro Gloucester) lo tenne lontano dai campi per 5 mesi e ne compromise l'utilizzo a livello internazionale; tornato all'Edimburgo in Celtic League nel 2007, dopo un buon inizio in cui giocò anche in coppia con suo fratello Mike, si infortunò nuovamente, questa volta a una mano e dovette saltare altri mesi di allenamento e preparazione.
A livello internazionale la discontinuità di rendimento dovuta agli infortuni ne limitò l'utilizzo solo alla selezione A scozzese, con cui vinse la Nations Cup 2009; anche l'invito da parte dei Barbarians in quello stesso anno non lo aiutò a risalire le gerarchie in squadra e alla fine della stagione 2010-11 annunciò il suo ritiro dall'attività a 26 anni ancora da compiere per dedicarsi all'insegnamento, materia per la quale gli era stata offerta una borsa di studio sia dall'università di Loughborough in Inghilterra che da quella di Sterling in Scozia.
Dopo il ritiro accettò l'invito di quest'ultimo ateneo e ivi si laureò in scienze motorie, per poi divenire insegnante presso il Merchiston Castle School, istituto superiore di Edimburgo, della cui squadra di rugby è dal 2016 assistente direttore.